# Jonathan Davis
Jonathan Howsmon Davis (Bakersfield, 18 januari 1971) is een Amerikaans musicus. Hij is vooral bekend als frontman van de nu-metalband Korn. Daarnaast maakt hij elektronische muziek onder het pseudoniem JDevil.

## Biografie
Jonathan Davis groeide op in Bakersfield, Californië en is een zoon van muzikant Rick Davis, die keyboard speelde in de band van Buck Owens. Hij was getrouwd met pornoactrice Deven Davis, zij overleed in 2018, en heeft drie kinderen.
Voordat Davis de leadzanger werd van Korn was hij van 1989 tot en met 1993 frontman van de band Sexart. Met Korn werd Davis onder andere bekend vanwege de intense, duistere songs die hij schreef, soms ook verwijzend naar persoonlijke ervaringen. Bijvoorbeeld het nummer "Daddy", dat gebaseerd is op het seksueel misbruik dat Davis meemaakte in zijn jeugd, en "Faget", dat verwijst naar de pesterijen die hij in zijn schooltijd te verduren kreeg.
Naast zijn werkzaamheden bij Korn maakte hij de soundtrack voor de film Queen of the Damned (2002), waarvoor hij vijf nummers schreef. In 2007 startte Davis een soloproject genaamd Jonathan Davis and the SFA, waarmee hij meerdere keren op tournee is geweest en twee livealbums uitbracht.
Tijdens het opnemen van Korns album The Path of Totality (2011) besloot Davis om zijn alter ego JDevil naar voren te brengen. Als JDevil produceert hij elektronische dance-muziek en dubstep en maakt hij ook onderdeel uit van de supergroep Killbot.

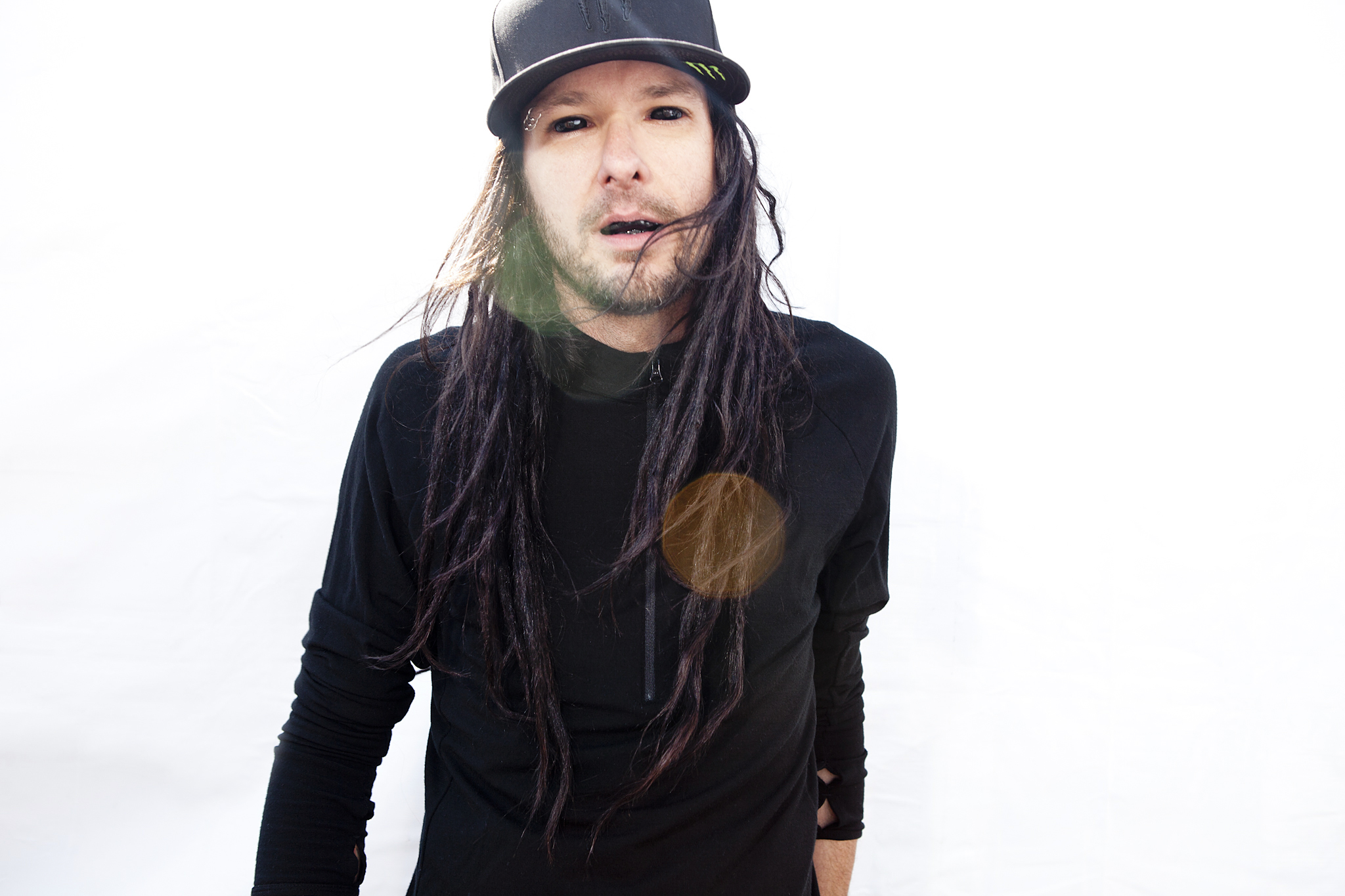
Jonathan Davis als zijn alter ego JDevil.

## Discografie

### Korn
- Korn (1994)
- Life Is Peachy (1996)
- Follow the Leader (1998)
- Issues (1999)
- Untouchables (2002)
- Take a Look in the Mirror (2003)
- See You on the Other Side (2005)
- Untitled (2007)
- Korn III: Remember Who You Are (2010)
- The Path of Totality (2011)
- The Paradigm Shift (2013)
- The Serenity of Suffering (2016)
- The Nothing (2019)

### Jonathan Davis and the SFA
- Alone I Play (2007)
- Live at the Union Chapel (2011)

### Killbot
- Sound Surgery (2012)